# جامیلا ریبیرو
جامیلا ریبیرو (انگلیسی: Djamila Ribeiro؛ زادهٔ ۱ اوت ۱۹۸۰) فیلسوف، فعال حقوق بشر، و روزنامه‌نگار اهل برزیل است.
وی همچنین برندهٔ جوایزی همچون ۱۰۰ زن بی‌بی‌سی شده‌است.